# Convolvulus matutinus
Convolvulus matutinus är en vindeväxtart som beskrevs av West. Convolvulus matutinus ingår i släktet vindor, och familjen vindeväxter. Inga underarter finns listade i Catalogue of Life.